# Едуардо Астенго
Едуардо Астенго Камподоніко (ісп. Eduardo Astengo Campodónico, 15 серпня 1905, Ліма, Перу — 3 грудня 1969, там само) — перуанський футболіст, що грав на позиції півзахисника, зокрема, за клуб «Універсітаріо де Депортес», а також національну збірну Перу.

## Клубна кар'єра
Грав за команду «Універсітаріо де Депортес». 

## Виступи за збірну
У складі збірної він взяв участь в чемпіонаті Південної Америки 1929 року в Аргентині, зіграв на турнірі 3 матчі.
Через рік брав участь у першому чемпіонаті світу в Уругваї. Вийшов на поле в матчі проти господарів турніру уругвайців (0:1).
Помер 3 грудня 1969 року на 65-му році життя.